# Ischnotoma (Ischnotoma) fagetorum trunculata
Ischnotoma (Ischnotoma) fagetorum trunculata is een ondersoort van de tweevleugelige Ischnotoma (Ischnotoma) fagetorum uit de familie langpootmuggen (Tipulidae). De ondersoort komt voor in het Neotropisch gebied.